# Ronnie Attard
Ronald Attard, född 20 mars 1999, är en amerikansk professionell ishockeyback som för närvarande är kontrakterad för Colorado Avalanche i National Hockey League (NHL). Attard draftades som 72:a totalt av Philadelphia Flyers vid NHL Entry Draft 2019.
Han har tidigare spelat för Western Michigan Broncos i National Collegiate Athletic Association (NCAA) och Tri-City Storm i United States Hockey League (USHL).

## Statistik

### Klubbkarriär
| 2016–17    | Tri-City Storm         | USHL       | 46 | 3  | 2  | 5  | 27  | — | — | — | — | —  |
| 2017–18    | Tri-City Storm         | USHL       | 50 | 8  | 7  | 15 | 126 | 2 | 0 | 0 | 0 | 6  |
| 2018–19    | Tri-City Storm         | USHL       | 48 | 30 | 34 | 64 | 66  | 6 | 0 | 1 | 1 | 8  |
| 2019–20    | Western Michigan U.    | NCHC       | 30 | 6  | 8  | 14 | 29  | — | — | — | — | —  |
| 2020–21    | Western Michigan U.    | NCHC       | 25 | 8  | 14 | 22 | 8   | — | — | — | — | —  |
| 2021–22    | Western Michigan U.    | NCHC       | 39 | 13 | 23 | 36 | 24  | — | — | — | — | —  |
| 2021–22    | Philadelphia Flyers    | NHL        | 15 | 2  | 2  | 4  | 8   | — | — | — | — | —  |
| 2022–23    | Lehigh Valley Phantoms | AHL        | 68 | 12 | 20 | 32 | 41  | 3 | 0 | 1 | 1 | 4  |
| 2022–23    | Philadelphia Flyers    | NHL        | 2  | 0  | 0  | 0  | 0   | — | — | — | — | —  |
| 2023–24    | Lehigh Valley Phantoms | AHL        | 48 | 10 | 17 | 27 | 37  | 6 | 1 | 1 | 2 | 10 |
| 2023–24    | Philadelphia Flyers    | NHL        | 12 | 0  | 2  | 2  | 6   | — | — | — | — | —  |
| 2024–25    | Lehigh Valley Phantoms | AHL        | 7  | 0  | 0  | 0  | 19  | — | — | — | — | —  |
| 2024–25    | Bakersfield Condors    | AHL        | 59 | 7  | 10 | 17 | 61  | — | — | — | — | —  |
| NHL totalt | NHL totalt             | NHL totalt | 29 | 2  | 4  | 6  | 14  | — | — | — | — | —  |

### Internationellt
| År            | Lag           | Turnering     | Resultat      |   | Matcher | Mål | Assist | Poäng | Utv |
| ------------- | ------------- | ------------- | ------------- | - | ------- | --- | ------ | ----- | --- |
| 2023          | USA           | VM            | 4:a           | 4 | 1       | 0   | 1      | 2     |     |
| Senior totalt | Senior totalt | Senior totalt | Senior totalt | 4 | 1       | 0   | 1      | 2     |     |